# پیجیک
پیجیک یکی از روستاهای استان آذربایجان شرقی است که در دهستان نقدوز بخش فندقلو شهرستان اهر و‌اقع شده‌است. این روستا ۱۲۷ نفر جمعیت دارد.